# Tilka Lamprecht
Tilka (Mathilde) Lamprecht, koroško-slovenska pesnica, pisateljica in kulturna delavka, * 28. februar 1907, Celovec, Avstro-Ogrska (danes Avstrija), † 21. april 1934, Dob, Pliberk, Koroška.
Čeprav je umrla mlada, je s svojim delom pomembno prispevala k razvoju slovenske literature na avstrijskem Koroškem v prvi polovici 20. stoletja. Njeno literarno delo in biografija sta bili dolgo časa spregledani, danes pa jo prepoznavajo kot eno pomembnejših osebnosti v okviru koroške slovenske kulturne zgodovine.

## Življenje
Tilka Lamprecht se je rodila kot nezakonska hči Helene Lamprecht in Petra Omana. Otroštvo je preživela v Dobu pri Pliberku, kjer je odraščala pri dedku in teti, saj njena mati zaradi zdravstvenih težav ni mogla skrbeti zanjo. Oče je kmalu po njenem rojstvu emigriral v ZDA, kjer naj bi postal član verske skupnosti Jehovovih prič. V osnovno šolo je hodila v Božjem grobu, bila je nadarjena in si je želela postati učiteljica. Zaradi pomanjkanja finančnih sredstev je bila kot mladostnica poslana v klavzuro v Tuzlo (Bosna), vendar je pozneje pobegnila in se vrnila na Koroško, ker se ni čutila poklicano za redovno življenje.
Kasneje je aktivno sodelovala v slovenskem kulturnem in društvenem življenju na Koroškem, zlasti v okviru Slovenskega prosvetnega društva Edinost v Pliberku. Bila je znana po svoji odprtosti, izobraženosti in naprednih pogledih, še posebej glede položaja žensk v družbi. Pomembno prijateljstvo je stkala z znano koroško slovensko pesnico Milko Hartman, ki jo je podpirala tudi pri literarnem ustvarjanju. Med letoma 1931 in 1933 je Tilka Lamprecht več časa preživela v Železni Kapli in v Ziljski fari, kjer je zaradi tuberkuloze okrevala. Umrla je leta 1934 pri zgolj 27 letih.

## Literarno delo
Tilka Lamprecht je pisala pesmi, kratko prozo, krajše gledališke igre in mladinska besedila. Njena besedila so bila objavljena predvsem v mladinski in ženski reviji Vigred, kjer je pisala pod psevdonimom Dušica. Nekatera dela so bila objavljena tudi v Vera in dom, Naš tednik in drugih slovenskih koroških publikacijah.
Njeno ustvarjanje je zaznamovala čutnost, jezikovna natančnost in zvestoba knjižni slovenščini. Zavedala se je pomena ohranjanja slovenskega jezika in kulture v nemško govorečem okolju. Bila je tudi kulturna mentorica mladim dekletom ter avtorica priložnostne poezije, ki je bila uporabljena ob različnih dogodkih (poroke, praznovanja, verski prazniki ipd.).
Večina njenih rokopisov je bila dolgo časa neobjavljena. Leta 2014 je Hanna Erklavec v svoji diplomski nalogi na Univerzi v Gradcu prvič celostno obdelala življenje in delo Tilke Lamprecht. V sklopu raziskave je pripravila tudi prvo celovito bibliografijo ter kritično izdajo 28 rokopisnih pesmi. Leta 2003 je bila v njen spomin postavljena spominska plošča na pokopališču v Nonči vasi.

### Kratka proza
- Milica umira
- Pismo sestre v tujini sestri v domovini
- Mati
- Zakaj jočeš mati
- Ljubezen
- Iz mraka k luči
- Moja mati
- Moja zvezda
- Milica
- Za vasjo je čredo pasla
- Ko bom jaz v hladni zemlji
- Za mano je življenje

### Knjige
- Lamprecht, Tilka (1944): Bele Vrtnice. Sestra Dragica. Ljubljana: Vigred.

### Publikacije v revijahVera in dom, Naš tednikin jubilejnega izvodaIz šole v življenje/ Von der Schule ins Leben
- Milica umira
- Moja zvezda
- Iz mraka k luči
- Moja zvezda . . .
- Ko bom jaz v hladni zemlji
- Za mano je življenje
- Rožica, visoka, zala

### Rokopisna zbirka:Pesmi za razne prilike(»Za različne priložnosti«)
Kritično urejena izdaja 28 pesmi iz ohranjenega rokopisa (v zvezku), objavljena prvič v diplomski nalogi:
- Snežinke
- Nevesti Liziki Kumer
- Da
- Marijini hčeri ob poroki
- Nevesti
- Tja pred oltar stopila si srčno
- Bodi srečna
- Zbogom zdaj – dekliška leta
- Minil je pust
- Spomladna
- Na livade cvetoče
- Sčinkovec pod mojim oknom gnezdo
- Najljubše meni so planine
- Noč je vse krog mene spi
- Na grob želiš vrtnico si belo
- Nad nama so smreke šumele
- Tja k gozdu
- Naš Lovro
- Pesem o petelinih
- Zdi se mi
- Za god: _ _
- Polne vreče sladke sreče
- V temno noč žari nebo
- Kadar bodem v hladni zemlji
- V zemlji rodni sladko spim
- Še malo in ne bo me več na zemlji